# Rode driehoekbladroller
De rode driehoekbladroller (Acleris holmiana) is een nachtvlinder uit de familie Tortricidae (bladrollers).  
De spanwijdte varieert van 10 tot 15 millimeter.